# Port Allen (Luisiana)
Port Allen es una ciudad ubicada en la parroquia de West Baton Rouge en el estado estadounidense de Luisiana. En el Censo de 2010 tenía una población de 5180 habitantes y una densidad poblacional de 601,69 personas por km².

## Historia
La ciudad fue fundada en 1873. Adquirió su nombre en honor a Henry Watkins Allen, un miembro del Ejército Confederado de los Estados Unidos y el decimoséptimo Gobernador de Luisiana. Allen fue fundamental en los primeros años de la localidad antes de su fundación, había sido propietario de una plantación de azúcar trabajada por esclavos en la ciudad que había iniciado en 1855.

## Geografía
Port Allen se encuentra ubicada en las coordenadas 30°26′38″N 91°12′27″O / 30.44389, -91.20750. Según la Oficina del Censo de los Estados Unidos, Port Allen tiene una superficie total de 8.61 km², de la cual 7.33 km² corresponden a tierra firme y (14.8%) 1.27 km² es agua.

## Demografía
Según el censo de 2010, había 5180 personas residiendo en Port Allen. La densidad de población era de 601,69 hab./km². De los 5180 habitantes, Port Allen estaba compuesto por el 39.94% blancos, el 57.95% eran afroamericanos, el 0.14% eran amerindios, el 0.14% eran asiáticos, el 0% eran isleños del Pacífico, el 0.75% eran de otras razas y el 1.08% pertenecían a dos o más razas. Del total de la población el 1.51% eran hispanos o latinos de cualquier raza.